# Brezová pod Bradlom
Brezová pod Bradlom  este un oraș din Slovacia. Localitatea se află la altitudinea de 278 m deasupra n.m., se întinde pe o suprafață de 41,078 km2 și în 2017 număra 4 871 de locuitori.

## Istoric
Localitatea Brezová pod Bradlom este atestată documentar din 1262.

## Demografie
| An:                | 1994 | 2004   | 2014   | 2024   |
| ------------------ | ---- | ------ | ------ | ------ |
| Număr de persoane: | 5693 | 5452   | 4996   | 4543   |
| Diferență:         |      | −4,23% | −8,36% | −9,06% |

| An:                | 2023 | 2024   |
| ------------------ | ---- | ------ |
| Număr de persoane: | 4607 | 4543   |
| Diferență:         |      | −1,38% |